# ترپرخیل
تُرِپِرُخیل (به اسپانیایی: Torreperogil) یکی از دهستان‌های استان خائن در کشور اسپانیا است. این شهر با مساحت ۹۰ کیلومتر مربع، ۷۷۲۰ تن جمعیت دارد.